# 斯庫奧達斯
斯庫奧達斯是立陶宛的城市，位於該國西北部的巴爾塔河畔，毗鄰與拉脫維亞接壤的邊境，由克萊佩達縣負責管轄，面積5.96平方公里，2008年人口7,314。